# Omphalophana
Omphalophana – rodzaj motyli z rodziny sówkowatych.
Motyle te mają stosunkowo małą głowę z guzkiem na czole i parą pęczków szczeciniastych łusek przy nasadach czułków. Aparat gębowy dysponuje dobrze rozwiniętą ssawką. U samicy czułki są przylegająco orzęsione, zaś u samca lekko ząbkowane. Przednie skrzydło jest krótkie i szerokie, tylne zaś zaokrąglone. Odwłok jest krótki i krępy.
Przedstawiciele rodzaju występują w krainie palearktycznej. W Polsce rodzaj reprezentuje tylko O. antirrhinii.
Takson ten wprowadzony został w 1906 roku przez George’a Hampsona. Zalicza się do niego gatunki:
- Omphalophana adamantina (Blachier, 1905)
- Omphalophana anatolica Lederer, 1857
- Omphalophana antirrhinii Hübner, 1803
- Omphalophana durnalayana Osthelder, 1933
- Omphalophana pauli (Staudinger, 1892)
- Omphalophana serrata Treitschke, 1835
- Omphalophana serrulata L.Ronkay & Gyulai, 2006[4]
- Omphalophana turcomana Ronkay, Varga & Hreblay, 1998